# دوبیتسا گورنا
دوبیتسا گورنا (به لهستانی:  Dubica Górna) یک روستا در لهستان است که در گمینا ویشنگتسه واقع شده‌است.